# Kent State University
La Kent State University (KSU) è un'università pubblica di ricerca situata a Kent, Ohio. L'università comprende anche sette campus regionali nel nord-est dell'Ohio e strutture aggiuntive nella regione del Midwest ed a livello internazionale. I campus regionali si trovano ad Ashtabula, Burton, East Liverpool, Jackson Township, New Philadelphia, Salem e Warren, Ohio, con servizi aggiuntivi a Cleveland, Independence e Twinsburg, New York ed a Firenze, Italia.
L'università è stata fondata nel 1910 come scuola di formazione per insegnanti. Le prime lezioni furono tenute nel 1912 in vari luoghi e in edifici temporanei in Kent, Ohio, e i primi edifici del campus originale si aprirono l'anno seguente. Da allora, l'università è cresciuta fino a includere molti altri programmi di studi di laurea e master nelle arti e nelle scienze, opportunità di ricerca, oltre a 4 chilometri quadrati e 119 edifici nel campus di Kent. Durante la fine degli anni '60 e l'inizio degli anni '70, l'università era conosciuta a livello internazionale per il suo attivismo studentesco in opposizione al coinvolgimento degli Stati Uniti nella Guerra del Vietnam, principalmente a causa delle Sparatorie di Kent nel 1970.
A partire da settembre 2017, Kent State è diventata una delle più grandi università dell'Ohio con 39.367 studenti iscritti nel sistema degli otto campus dei quali 28.972 studenti sono situati nel campus principale in Kent.  Nel 2010, Kent State è stata classificata tra le prime 200 università del mondo da Times Higher Education. Le classifiche statunitensi del 2017 e del World Report mettono Kent State come pari al n.188 per le migliori università nazionali e pari al n.101 nelle migliori scuole pubbliche. Kent State offre oltre 300 programmi di laurea, tra cui 250 programmi di studio di laurea, 40 associate degree, 50 master e 23 dottorati di ricerca, che includono programmi di rilievo quali infermieristica, economia, storia, scienze librarie, aeronautica, giornalismo, fashion design ed il Liquid Crystal Institute.

## Storia

### Inizi

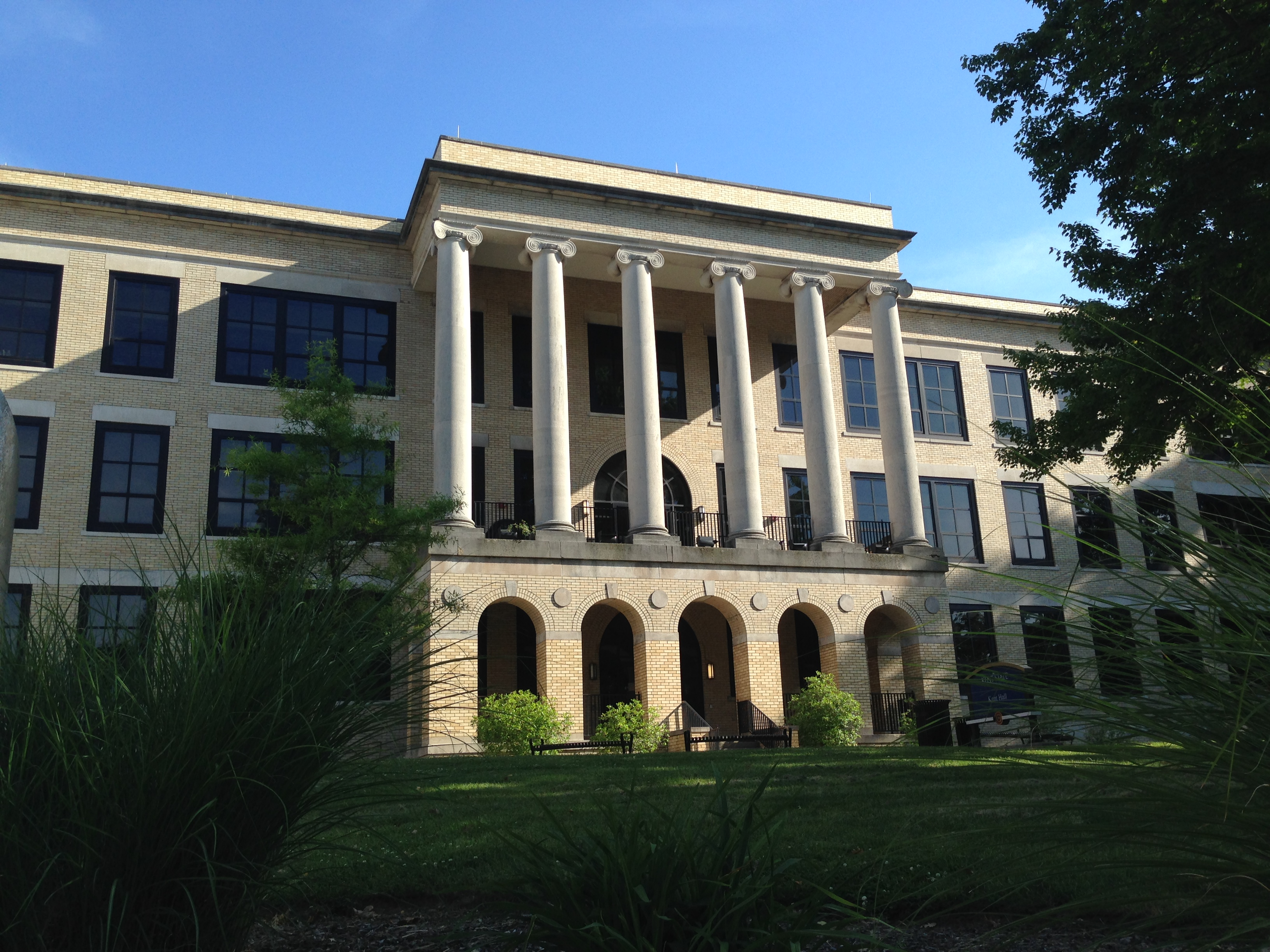
Fronte di Kent Hall costruito nel 1915, uno degli edifici più vecchi nel campus.

Kent State University è stata fondata nel 1910 come istituzione per la formazione degli insegnanti della scuola pubblica. Faceva parte del Lowry Bill, che ha anche creato una scuola gemella a Bowling Green - ora conosciuta come Bowling Green State University. Inizialmente era conosciuta con il nome provvisorio Ohio Normal College di Kent, ma nel 1911 fu nominato Kent State Normal School in onore di William S. Kent (figlio di Marvin Kent), che donò i 53 acri (21 ettari) utilizzati per il campus originale. In quanto tale, è l'unica università pubblica in Ohio ad essere nominata in onore di un individuo. Il primo presidente fu John Edward McGilvrey, che prestò servizio dal 1912 al 1926. McGilvrey aveva una visione ambiziosa per la scuola come una grande università, istruendo l'architetto George F. Hammond, che progettò gli edifici del campus originale, di produrre un piano generale. Le lezioni iniziarono nel 1912 prima che qualsiasi edificio fosse completato nel campus di Kent. Queste lezioni si sono svolte presso centri di estensione in 25 città della regione. Nel maggio del 1913, le lezioni si tenevano nel campus nel Kent con l'apertura di Merrill Hall. Dalla scuola si è laureata una classe di 34 studenti nel suo primo avvio del 29 luglio 1914. Nel 1915, la scuola è stata rinominata Kent State Normal College a causa dell'aggiunta dei corsi di laurea dalla durata di quattro anni.  A quel punto erano stati costruiti o erano in costruzione ulteriori edifici. La crescita delle iscrizioni al Kent State è stata particolarmente degna di nota durante i suoi termini estivi. Nel 1924, la registrazione della scuola per le lezioni estive era la più grande di qualsiasi scuola di formazione per insegnanti negli Stati Uniti. Nel 1929, lo stato dell'Ohio cambiò il nome in Kent State College in quanto consentì alla scuola di fondare un college di arti e scienze.
La visione di McGilvrey per Kent però non era condivisa da molti altri al di fuori della scuola, in particolare dallo stato e da altre scuole statali. I suoi sforzi per far cambiare la formula di finanziamento statale hanno creato opposizione, in particolare dalla Ohio State University e dal suo presidente William Oxley Thompson. Ciò ha provocato una "guerra dei crediti" del 1923 in cui Ohio State University ha rifiutato i crediti di trasferimento provenienti da Kent, il fenomeno si è diffuso in diverse altre scuole che hanno intrapreso azioni simili. Fu questo sviluppo, insieme a molti altri fattori, che portò al licenziamento di McGilvrey nel gennaio 1926. McGilvrey è stato sostituito per primo da David Allen Anderson (1926-1928) e James Ozro Engleman dal 1928 al 1938, sebbene abbia continuato a essere coinvolto nella scuola per diversi anni come presidente emerito e come capo dei rapporti tra alunni dal 1934 al 1945. McGilvrey era presente a Columbus il 17 maggio 1935, quando il governatore dell'Ohio navito di Kent, Kent Martin L. Davey firmò un disegno di legge che consentiva a Kent State e Bowling Green di aggiungere scuole di amministrazione aziendale e programmi universitari, dando loro lo statuto di ogni università.

### Anni 40' e 60'
Dal 1944 al 1963, l'Università fu guidata dal presidente George Bowman. Durante il suo mandato, furono organizzati il senato studentesco, il senato di facoltà e il consiglio di laurea. Sebbene avesse servito la Contea di Stark dagli anni venti, nel 1946, il primo campus regionale dell'università, lo Stark Campus, fu fondato a Canton. Nell'autunno del 1947, Bowman nominò Oscar W. Ritchie come membro a tempo pieno della facoltà. La nomina di Ritchie all'insegnamento lo rese il primo afroamericano a servire nella facoltà di Kent State e lo rese anche il primo professore afroamericano a servire nella facoltà di qualsiasi università statale dell'Ohio. Nel 1977, l'ex Unione degli studenti, che era stata costruita nel 1949, fu ridedicata come Oscar Ritchie Hall in suo onore. Recentemente rinnovato, Oscar Ritchie Hall attualmente ospita il dipartimento di studi panafricani, il centro di cultura panafricana, la biblioteca Henry Dumas, l'Istituto per gli affari afroamericani, il Garrett Morgan Computer Lab e l'African Community Theatre.
Gli anni '50 e '60 videro una crescita continua sia nell'iscrizione che nella dimensione fisica del campus. Parecchi nuovi dormitori e edifici accademici furono costruiti durante questo periodo, inclusa l'istituzione di ulteriori campus regionali in Warren (1954), Ashtabula (1957), New Philadelphia (1962), Salem (1962), Burton (1964) e East Liverpool (1965). Nel 1961, il sovraintendente Larry Wooddell e Biff Staples della Davey Tree Expert Company insieme, aprirono dieci gabbie di scoiattoli neri ottenuti da Victoria Park a London, Ontario, Canada, nel campus del Kent State. Nel 1964 la loro popolazione stimata era di circa 150 e oggi si sono diffuse in Kent e nei dintorni e sono diventate mascotte non ufficiali sia della città sia dell'università. Dal 1981, l'annuale Black Squirrel Festival si svolge ogni autunno nel campus.
Nel 1965, il professore di chimica Glenn H. Brown fondò il Liquid Crystal Institute, un leader mondiale nella ricerca e nello sviluppo dell'industria multimiliardaria del cristallo liquido. James Fergasen ha inventato e brevettato il cristallo liquido di base negli anni '70 e dieci società di cristalli liquidi sono state scorporate dall'Istituto.
Nel 1967, Kent State divenne la prima università a gestire un servizio di autobus universitario indipendente ed autogestito dagli studenti. Era unico nel senso che offriva posti di lavoro per gli studenti, ricevendo fondi dalle tasse universitarie piuttosto che dalle tariffe degli autobus. Il servizio Bus Campus è stata la più grande operazione del genere nel paese fino alla fusione con l'Autorità per i trasporti regionali dell'area di Portage nel 2004. Il 1969 vide l'apertura di un nuovo Memorial Stadium all'estremità est del campus e la chiusura e lo smantellamento del vecchio Memorial Stadium.

### Sparatoria di Kent State
Kent State ha guadagnato l'attenzione internazionale il 4 maggio 1970, quando una unità della Guardia Nazionale dell'Esercito dell'Ohio sparò contro gli studenti durante una protesta contro la guerra in Vietnam, la sparatoria portò alla morte di quattro studenti e nove feriti. La Guardia era stata convocata a Kent dopo che numerose proteste all'interno e intorno al campus erano evolute nella violenza, tra cui una rivolta nel centro di Kent e l'incendio dell'edificio ROTC (edificio addestramento ufficiali delle riserve). La causa principale delle proteste fu l'invasione della Cambogia da parte degli Stati Uniti durante la guerra in Vietnam. Le sparatorie hanno causato la chiusura immediata del campus con studenti e docenti che hanno ricevuto solo 60 minuti per portare via i propri oggetti personali. Intorno al paese, molti campus universitari hanno cancellato le lezioni o sono stati chiusi per paura di simili proteste. In Kent, le scuole sono state chiuse e la guardia nazionale ha limitato l'ingresso ai confini della città, pattugliando l'area fino all'8 maggio. Con la chiusura del campus, i membri della facoltà hanno trovato una varietà di soluzioni, tra cui tenere lezioni nelle loro case, negli edifici e luoghi pubblici, via telefono o con l'utilizzo di lettere, per consentire ai loro studenti di completare gli studi in tempo.
Nel 1971, l'Università istituì il Centro per il cambiamento pacifico, ora noto come "Center for Applied Conflict Management", un "memoriale vivente" per gli studenti che erano morti. Offre corsi di laurea in Studi di Pace e Conflitti e Risoluzione dei Conflitti, è uno dei primi programmi di questo tipo negli Stati Uniti.

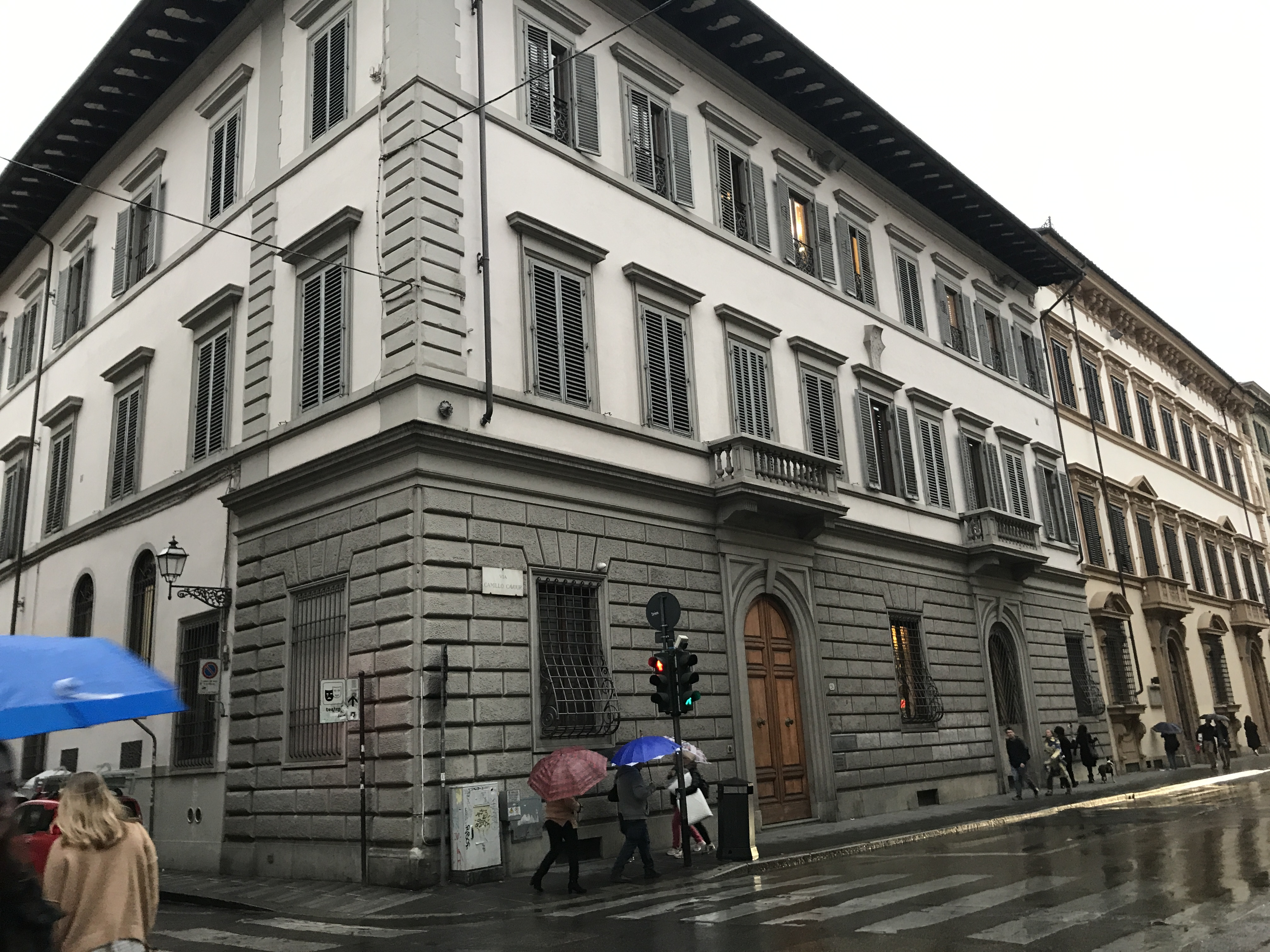
Campus di Kent State situato a Firenze, in Italia.

In risposta alle proteste, dopo la sparatoria di Kent State, Neil Young ha scritto la canzone "Ohio" che è stata eseguita dal gruppo rock folk Crosby, Stills, Nash & Young.

### Anni 70' e 80'
Nel 1970, l'università aprì la sua biblioteca alta 12 piani, passando dalla precedente casa di Rockwell Hall all'edificio più alto della contea di Portage. Dedicato nel 1971, la biblioteca divenne membro dell'Associazione delle biblioteche di ricerca nel 1973. La Kent State si unì con l'Università di Akron e la Youngstown State University per fondare il Northeastern Ohio University College of Medicine nel 1973. Fu il primo consorzio medico al mondo. Oggi include un college di farmacia e la Cleveland State University come membro del consorzio aggiuntivo.
Kent State fu di nuovo sotto i riflettori nazionali nel 1977 quando doveva iniziare la costruzione del Memorial Gym Annex, adiacente all'area dove si erano verificate le sparatorie di Kent nel 1970. I manifestanti organizzarono una tendopoli a maggio, che durò fino a luglio. Diversi tentativi furono fatti per bloccare l'inizio della costruzione anche dopo la fine della tendopoli, compreso un appello al Congresso degli Stati Uniti e al Dipartimento degli Interni affinché l'area venisse dichiarata come un monumento storico nazionale, i tentativi per bloccare i lavori, infine non hanno avuto successo. Dopo diverse sfide legali, la costruzione è iniziata il 19 settembre e si è conclusa nel 1979.

### Anni 90' e presente
Nel marzo del 1991, Kent State fece ancora una volta la storia nominando Carol Cartwright come presidente dell'Università, la prima donna a ricoprire una posizione simile in qualsiasi università statale dell'Ohio. Nel 1994, la Kent State è stata nominata "Research University II" dalla Carnegie Foundation. A partire dalla fine degli anni '90, l'Università ha iniziato una serie di lavori di ristrutturazione e costruzione, che comprendevano la completa ristrutturazione del campus storico originale, la costruzione di diversi nuovi dormitori, un centro ricreativo per studenti e altri edifici accademici nel Campus di Kent e nei campus regionali. Nel settembre 2010, l'università ha annunciato di avere raggiunto il suo più grande corpo studentesco di sempre, con un totale di 41.365 iscritti. Le classifiche statunitensi del 2017 e del World Report mettono Kent state come pari al n. 188 per le università nazionali e pari al n. 101 nelle migliori scuole pubbliche. Kent State ha avuto un tasso di accettazione dell'85% durante l'autunno del 2015.

## Studi
Kent State ha Università di:
- Aeronautica e ingegneria
- Architettura e progettazione ambientale
- Arti (concentrandosi su bella arti, arti dello spettacolo e studi legati alla moda)
- Arti e scienze
- Amministrazione aziendale
- Comunicazione e informazione
- Istruzione, salute e servizi umanitari
- Assistenza infermieristica
- Medicina Podoiatrica
- Salute pubblica

L'università ha un "Honors College" per studenti meritevoli e programmi interdisciplinari in scienze biomediche, ingegneria finanziaria, architettura dell'informazione e gestione della conoscenza.